# Zdeslav di Croazia
Zdeslav (... – pressi di Tenin, maggio 879) è stato un principe della Croazia Bianca nell'864 e definitivamente dall'878 all'879.
Era figlio di Trpimir I di Croazia.
Dopo la morte di suo padre, nell'864, la sua legittima successione al trono fu usurpata da Domagoj di Croazia, un nobile proprietario terriero di Knin, e Zdeslav fu esiliato con i suoi fratelli, Petar e Mutimir. Zdeslav però depose, con l'aiuto di Basilio I imperatore bizantino, il figlio di Domagoj nell'878. Nell'879 Zdeslav fu ucciso presso Knin durante una rivolta guidata da Branimir, un parente di Domagoj, con l'appoggio del papa che temeva la crescente influenza bizantina sulla penisola balcanica.